# Приола
Приола (итал. Priola) — коммуна в Италии, располагается в регионе Пьемонт, в провинции Кунео.
Население составляет 760 человек (2008 г.), плотность населения составляет 27 чел./км². Занимает площадь 27 км². Почтовый индекс — 12070. Телефонный код — 0174.
Покровителем населённого пункта считается святой San Domenico.

## Демография
Динамика населения:

## Администрация коммуны
- Официальный сайт: